# Тимонишина, Оксана Антоновна
Окса́на Анто́новна Тимони́шина (укр. Оксана Антонівна Тимонішина; 12 мая 1959) — украинский художник-постановщик, актриса
.
Дочь украинского советского режиссёра Антона Тимонишина. 
Член Национального Союза кинематографистов Украины.

## Биография
Родилась 12 мая 1959 года в Киеве. 
В 1982 году окончила архитектурный факультет Киевского национального университета строительства и архитектуры.
С 1986 — художник-постановщик Киевской киностудии им. А. П. Довженко.

## Фильмография
Художник-постановщик
- 1986 — Счастлив, кто любил…
- 1987 — Сказка о громком барабане
- 1987 — Исполнить всякую правду
- 1988 — Помилуй и прости
- 1990 — Дрянь
- 1992 — Игра всерьёз
- 1993 — Ожидая груз на рейде Фучжоу возле Пагоды
- 1994 — Певица Жозефина и мышиный народ
- 1995 — Осторожно! Красная ртуть!
- 1997 — Святое семейство

Актриса
- 1976 — Остров юности (эпизод)